# Crataegus distincta
Crataegus distincta är en rosväxtart som beskrevs av Emil Paul Kruschke. Crataegus distincta ingår i Hagtornssläktet som ingår i familjen rosväxter. Inga underarter finns listade i Catalogue of Life.